# Anna Hausmann
Anna Hausmann (* Ende des 14. Jahrhunderts, vermutlich in Brixen; † um 1425 bzw. vor dem 1. Mai 1427), besser bekannt als die Hausmannin, war eine Schulmeisterstochter aus Brixen und Bekannte des Dichters Oswald von Wolkenstein, der ihr in einigen seiner Lieder als seine fatale Geliebte ein (negatives) literarisches Denkmal setzte. Die Legendenbildung um Oswald von Wolkenstein kennt sie auch als Sabina Jäger.

## Die historische Anna Hausmann
Über die historische Anna Hausmann ist nicht viel bekannt. Sie hatte, vermutlich seit ca. 1409, eine geschäftliche Beziehung zu Oswald von Wolkenstein, der bei ihr verschuldet war, und vielleicht bestand zwischen den beiden auch ein Liebesverhältnis. Anna Hausmann war nicht verheiratet und offensichtlich vermögend. Sie bezog Einkünfte aus Liegenschaften, verpachtetem Eigentum und Pfandgütern (diese auch aus landesfürstlichen Besitz), die sie von ihrem Vater Hans Hausmann († vor 1413), der als Schulmeister und zeitweiliger Bürgermeister von Brixen nachgewiesen ist, und ihrem Großvater geerbt hatte, und die sie selbständig verwaltete.
Bei der Teilung des Familienbesitzes zwischen den Brüdern Michael, Oswald und Leonhard von Wolkenstein im Jahr 1407 erhielt Oswald von Wolkenstein ein Drittel der Ganerbenburg Hauenstein bei Seis am Schlern. Die beiden anderen Drittel gehörten Barbara von Hauenstein, die mit einem Ritter namens Martin Jäger, ansässig in Tisens, verheiratet war. Zwischen den Familien hatte es bereits zuvor Konflikte um den Besitz der Burg gegeben, die sich nach der im Sommer des Jahres 1417 erfolgten Eheschließung Oswalds mit Margareta von Schwangau zuspitzten, als dieser um 1420 die Burg, offensichtlich unter Missachtung der Rechte der anderen Besitzenden, zu seinem Wohnsitz machte. Das Ergebnis war eine mehrjährige Auseinandersetzung, die von beiden Seiten mit besonderer Härte geführt wurde und letztlich von Herzog Friedrich IV. von Österreich als Landesfürst der Grafschaft Tirol in seinem Konflikt mit dem Adel erfolgreich genutzt werden konnte, nachdem Martin Jäger und seine Verbündeten die Verfolgung ihrer Forderungen zu Ende des Jahres 1421 dem landesfürstlichen Gericht übertragen hatten.
In dieser Auseinandersetzung unterstützte Anna Hausmann Martin Jäger. Nicht ganz klar ist, ob sie und ihre Familie seinen Konflikt ausnutzten, um so eigene Forderungen an Oswald von Wolkenstein durchzusetzen, oder ob sie Anteile der Burg Hauenstein besaßen und somit direkt in den Konflikt verwickelt waren. Nach Hinweisen aus Oswalds literarischem Werk zu den Umständen, die im Herbst 1421 zu seiner Gefangennahme durch Martin Jäger führten, war es die Hausmannin, die ihn angeblich in einen Hinterhalt gelockt haben soll, sodass ihn Martin Jägers Gefolgsleute überwältigen konnten. Außerdem vermittelt er den Eindruck, dass sie an der Folter, die ihm danach, vermutlich auf der Fahlburg bei Prissian, angetan wurde, ebenfalls mitbeteiligt war, zumindest als Zuseherin.
Im Frühjahr 1427 (nach den Urkunden vom 1. Mai 1427) unterwarf sich Oswald von Wolkenstein dem Herzog, gelobte Urfehde und beglich die von Martin Jäger und seiner Anhängerschaft geforderten Entschädigungssummen, wobei er auch ihre Anteile an der Burg Hauenstein ablöste und so nun mehr rechtmäßig in den Gesamtbesitz der Burg gelangte. Anna Hausmann erlebte das nicht mehr, sie dürfte bereits um 1425 verstorben sein. In den Urkunden zu dieser Unterwerfung und Einigung sind als ihre Erben die Brüder Heinrich und Hans Hausmann sowie die Kinder eines bereits verstorbenen weiteren Bruders mit Namen Georg Hausmann belegt.

## Anna Hausmanns Nachleben alsfiktive-historischeSabina Jäger
Oswalds Biograph Anton Schwob identifizierte die historische Anna Hausmann als das Vorbild für die Figur der fatalen Geliebten im Werk des Dichters Oswald von Wolkenstein. In der Sekundärliteratur des 19. Jahrhunderts erhielt die fatale Geliebte im Zusammenhang mit ihrer Beziehung zu Oswald von Wolkenstein so etwas wie eine eigene (fiktive) Biographie, wo sie den Prototyp einer „Femme fatale“ darstellt. Sie bekam den Namen Sabina oder Sabine Jäger und wurde eine Tochter oder auch Schwester von Martin Jäger, wobei ihr die wissenschaftliche Forschung eine Ehe mit einem in Hall ansässigen Mann namens Hausmann andichtete. Beda Weber machte diese Sabina Jäger in seinem Roman Oswald von Wolkenstein und Friedrich mit der leeren Tasche (publ. Innsbruck, 1850) außerdem zur Jugendliebe des Dichters, die später die Geliebte des Herzogs Friedrich IV. von Österreich wird. Diese Dreieckskonstellation findet sich in einigen weiteren belletristischen Darstellungen des 19. und aus der 1. Hälfte des 20. Jahrhunderts.

## Beurteilung der historischen Anna Hausmann
Das negative Bild von Anna Hausmann, das auch ihre fiktive Existenz als Sabina Jäger bestimmt hat, ist einseitig, da es ausschließlich auf Informationen zurückgeht, die sich im dichterischen Werk Oswalds von Wolkenstein finden. Neben dem Umstand, dass Oswald hier sicher nicht als objektiver Zeitzeuge einzustufen ist, ist außerdem, mit Blick darauf, dass die Hauptquelle das Werk eines Schriftstellers ist, dessen künstlerische Freiheit mitzubedenken. Aus Sachquellen (Urkunden) ergibt sich nur das Bild einer vermögenden Frau mit achtbarem familiären Hintergrund, die offensichtlich imstande war, ihre Besitzungen selbst zu verwalten, was ihr als Person eine gewisse Unabhängigkeit in der damaligen Gesellschaft ermöglichte.

## Belletristik
- Artur von Rodank: Sabina Jäger, Drama (1885)
- Artur von Rodank: Sabina Jäger. Ein Zeit- und Lebensbild aus dem Anfange des 15. Jahrhunderts, Roman (1905)
- Hubert Mumelter: Zwei ohne Gnade, Roman (1931)
- Heinrich von Schullern: Der Herzog mit der leeren Tasche, Roman  (1948) (Zweiter Teil der Trilogie: Das Land im Gebirge) (Anna Hausmann ist hier als Sabine Jäger nur Episodenfigur, ihre Rolle reduziert sich auf die einer früheren Geliebten des Herzogs Friedrich, die bei einer Wiederbegegnung vorübergehend zu einer Bedrohung für seine Ehe wird.)